# Saison 1938 de la NFL
Navigation
Édition précédente Édition suivante
La saison 1938 de la NFL est la 19e saison de la National Football League. Elle voit le sacre des Giants de New York.

## Classement général
| Conférence Est         |      |      |      |        |          |            |
| Franchise              | Vic. | Déf. | Nuls | % vic. | Pts pour | Pts contre |
| Giants de New York     | 8    | 2    | 1    | .800   | 194      | 79         |
| Redskins de Washington | 6    | 3    | 2    | .667   | 148      | 154        |
| Dodgers de Brooklyn    | 4    | 4    | 3    | .500   | 131      | 161        |
| Eagles de Philadelphie | 5    | 6    | 0    | .455   | 154      | 164        |
| Steelers de Pittsburgh | 2    | 9    | 0    | .182   | 79       | 169        |

| Conférence Ouest     |      |      |      |        |          |            |
| Franchise            | Vic. | Déf. | Nuls | % vic. | Pts pour | Pts contre |
| Packers de Green Bay | 8    | 3    | 0    | .727   | 223      | 118        |
| Lions de Détroit     | 7    | 4    | 0    | .636   | 119      | 108        |
| Bears de Chicago     | 6    | 5    | 0    | .545   | 194      | 148        |
| Rams de Cleveland    | 4    | 7    | 0    | .364   | 131      | 215        |
| Cardinals de Chicago | 2    | 9    | 0    | .182   | 111      | 168        |

## Finale NFL
- 11 décembre 1938, à New York devant 48 120 spectateurs, Giants de New York 23 - Packers de Green Bay 17